# Thaumatomyia bistriata
Thaumatomyia bistriata är en tvåvingeart som först beskrevs av Walker 1849.  Thaumatomyia bistriata ingår i släktet Thaumatomyia och familjen fritflugor. Inga underarter finns listade i Catalogue of Life.